# Anemone patula
Anemone patula är en ranunkelväxtart som beskrevs av Chang och Wen Tsai Wang. Anemone patula ingår i släktet sippor, och familjen ranunkelväxter. Utöver nominatformen finns också underarten A. p. minor.